# Championnat d'Italie de football 1901

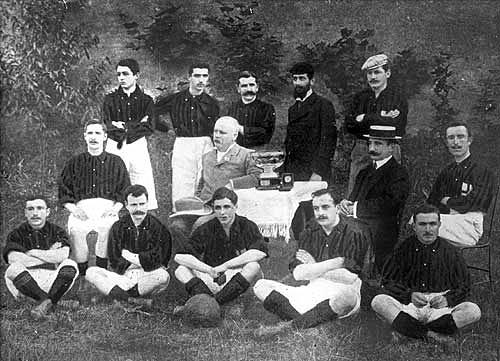
Les champions d'Italie 1901, l'AC Milan.

Le Championnat d'Italie de football 1901 est la 4e édition du championnat d'Italie. 
La formule du championnat est équivalente à la formule de la Coupe de l'America. Le tenant du titre, le Genoa ne dispute que la finale. Le Milan Cricket and Foot-Ball Club qui deviendra plus tard le Milan AC décroche son premier titre de champion d'Italie. 

## Éliminatoires
| 14 avril 1901 | Reale Società Ginnastica Torino | 0 – 5 | Foot-Ball Club Juventus | Turin |
|               |                                 |       | Donna ? · Malvano ?     |       |

| 14 avril 1901 | Milan Cricket and Foot-Ball Club      | 2 – 0 | SEF Mediolanum | Campo Trotter, Piazza Doria, Milan |                      |
|               | Samuel Richard Davies ? · Kurt Lies ? |       |                | Arbitrage : De Roote               | Arbitrage : De Roote |

## Demi-finale
| 28 avril 1901 | Foot-Ball Club Juventus | 2 – 3 | Milan Cricket and Foot-Ball Club     | Campo Piazza d'Armi, Turin |                  |
|               | Donna ? · Malvano ?     |       | Ettore Negretti ? · Herbert Kilpin ? | Arbitrage : Nasi           | Arbitrage : Nasi |

## Finale
| 5 mai 1901 | Genoa Cricket and Football Club | 0 – 3 | Milan Cricket and Foot-Ball Club | Ponte Carrega, Gênes  |                       |
|            |                                 |       | Herbert Kilpin ?                 | Arbitrage : Ghiglione | Arbitrage : Ghiglione |

## Effectif du Milan Cricket and Foot-Ball Club
- Hoberlin Hoode
- Hans Heinrich Suter
- Catullo Gadda
- Kurt Lies
- Herbert Kilpin
- Daniele Angeloni
- Agostino Recalcati
- Samuel Richard Davies
- Ettore Negretti
- David Allison
- Guerriero Colombo